# Conanesque
Conanesque ou conanesco (variante hispânica) é um termo usado para definir personagens inspirados em Conan, o bárbaro, criado em 1932 por Robert E. Howard para a revista pulp Weird Tales, Howard é apontado como um dos precursores do gênero espada e feitiçaria.

## Histórico

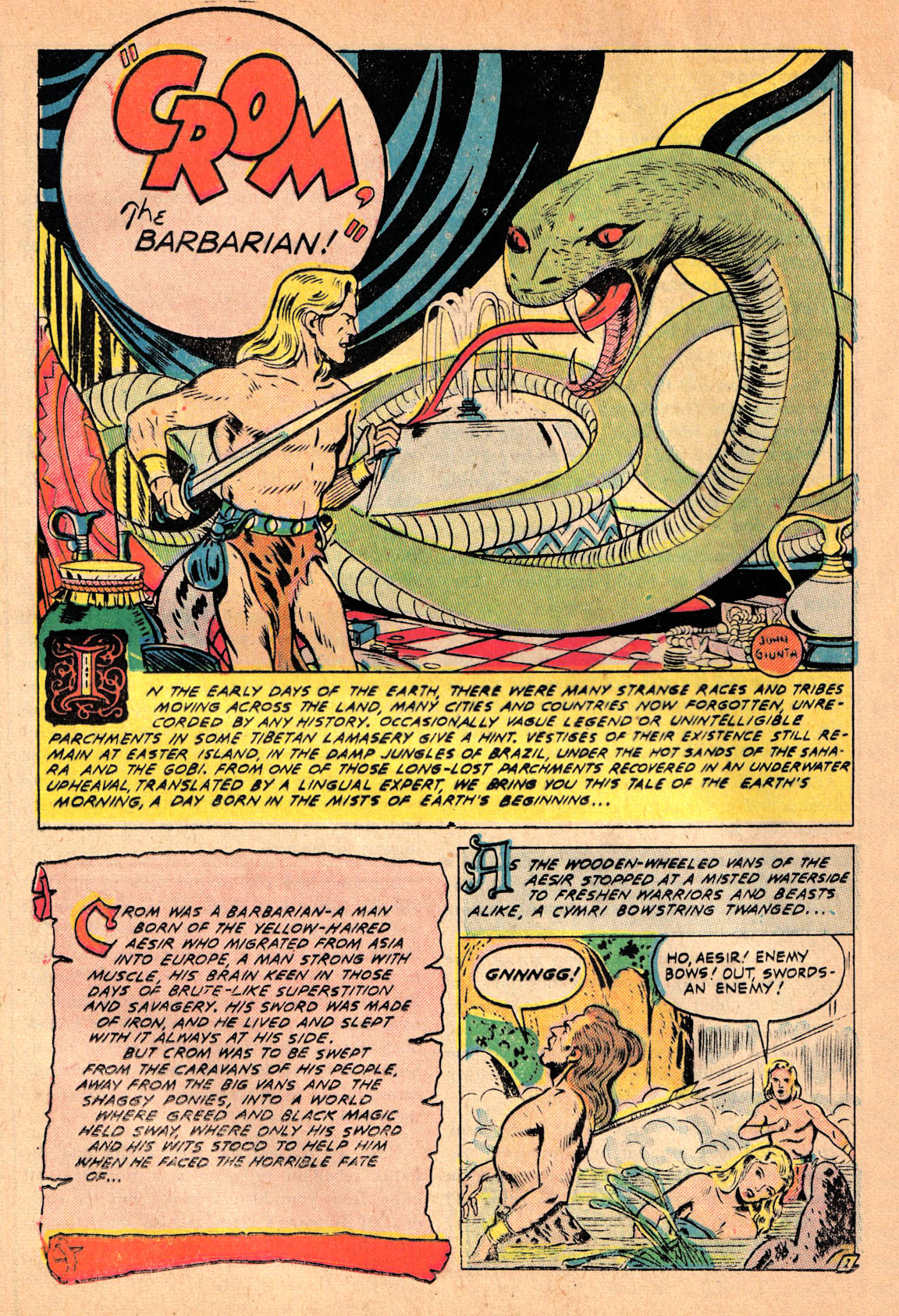
Conan em ilustração da revista Weird Tales (julho de 1936

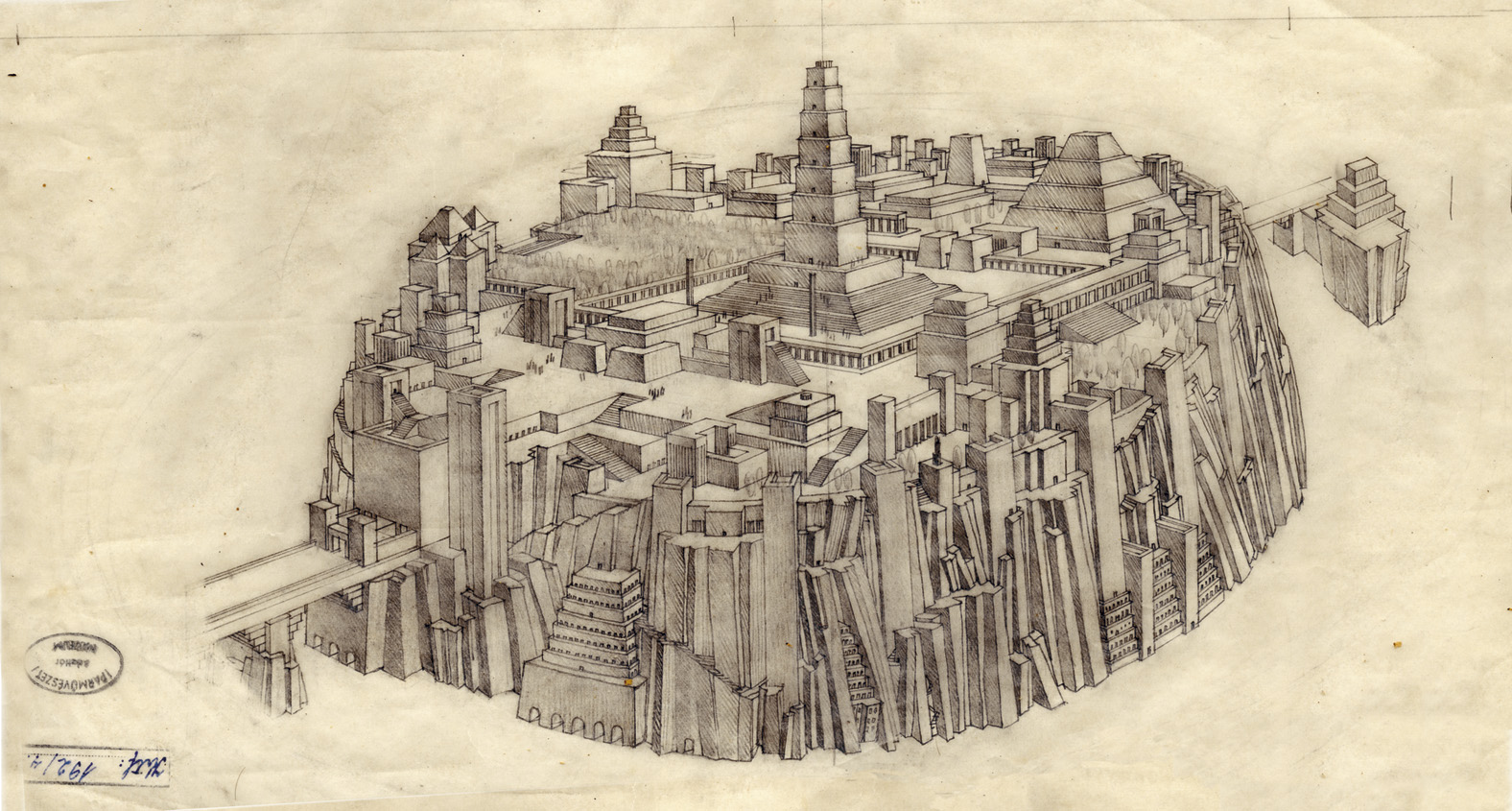
O continente hipotético de Atlântida.

Em 1950, o escritor e roteirista de histórias em quadrinhos, Gardner Fox e John Giunta criaram para a editora Avon Comics, o personagem Crom, the barbarian, o nome do personagem faz referência a outro personagem das histórias de Conan, o fictício deus Crom, assim como Howard, Fox também escreveu contos para a revista pulp Weird Tales. Em 1967, o escritor americano Lin Carter criou Thongor of Lemuria, um pastiche de Conan, Carter estava familiarizado com o Conan, ao lado de L. Sprague de Camp, deu continuidade as histórias criadas por Robert. E. Howard. Em 1969, Fox lançou um outro pastiche de Conan, Kothar, o personagem foi publicado em cinco romances. Em 1970, a Marvel Comics inicia publicação de histórias de espada e feitiçaria, Roy Thomas (roteirista) e Barry Windsor-Smith produzem a história  "The Sword and the Sorcerers" (Abril de 1970, protagonizada por "Starr the Slayer", Wally Wood escreve e desenha "Of Swords and Sorcery" publicada na revista Tower of Shadows número 7, protagonizada por "Vandal, the barbarian", Stan Lee propôs a Martin Goodman que a editora deveria licenciar um personagem do gênero espada e feitiçaria, Roy Thomas pensou em licenciar Thongor, porém Lee, o convenceu a desistir da ideia e tentasse licenciar Conan. Em Outubro de 1970, foi publicada a primeira edição de Conan the Barbarian, com roteiros de Roy Thomas e desenhos de Barry Windsor-Smith. Em 1971, a editora licencia outro personagem de Howard, Kull, originalmente, Kull era uma espécie de protótipo de Conan, publicado na revista Weird Tales, três anos antes de Conan, na cronologia criada por Howard no ensaio A Era Hiboriana, Kull vivia suas aventuras na Atlântida, num período anterior a Era Hiboriana criada por Howard.
Em  Conan the Barbarian #23 (1973),  Roy Thomas cria a guerreira Red Sonja, a personagem foi inspirada em duas personagens de Howard,  Red Sonya of Rogatino do conto  "The Shadow of the Vulture" publicada em 1934 na revista The Magic Carpet e em  Dark Agnes de Chastillon, ambas as personagens possuíam histórias no século XVI, Thomas incluiu Sonja na Era Hiboriana, interagindo com Conan. No seguinte, outras editoras investem em cópias de Conan, são eles, Dax the Warrior (Gold Key), Haxtur e Hoggarth (Warren Publishing).
Em 1973, quando Thomas ocupava o cargo de editor-chefe, retomou a ideia de licenciar Thongor, o personagem estreou na revista Creatures on the Loose número 22 com roteiros de George Alec Effinger  e desenhos de Val Mayerick, a capa da edição ficou a cargo de Jim Steranko. Gardner Fox chegou a escreveu uma única história de Thongor publicada em Thongor #26 (Novembro de 1973). Thongor não fez tanto sucesso quando os outros personagens e teve sua última história publicada na revista Thongor #29 (Janeiro de 1974). Em 1975, a DC Comics lança Garra, O Invencível, criado por David Michelini e Ernie Chan, Chan havia trabalhado em Conan, arte-finalizando histórias desenhadas pelos por John Buscema. A revista do Garra foi cancelada na décima segunda edição publicada em 1978, no mesma ano, a editora publicou duas histórias do personagens na revista "Cancelled Comic Cavalcade", o personagem ainda seria publicado nas edições 48 e 49 da revista Warlord publicadas em 1981. Em 1977, o canadense Dave Sim cria uma paródia de Conan, Cerebus, um porco bárbaro, na terceira edição de Cerebus, o autor cria Red Sophia, nitidamente inspirada em Sonja, em 1982, surge Groo, o errante do quadrinista espanhol Sergio Aragonés, conhecido por seus trabalhos na satírica Revista Mad .

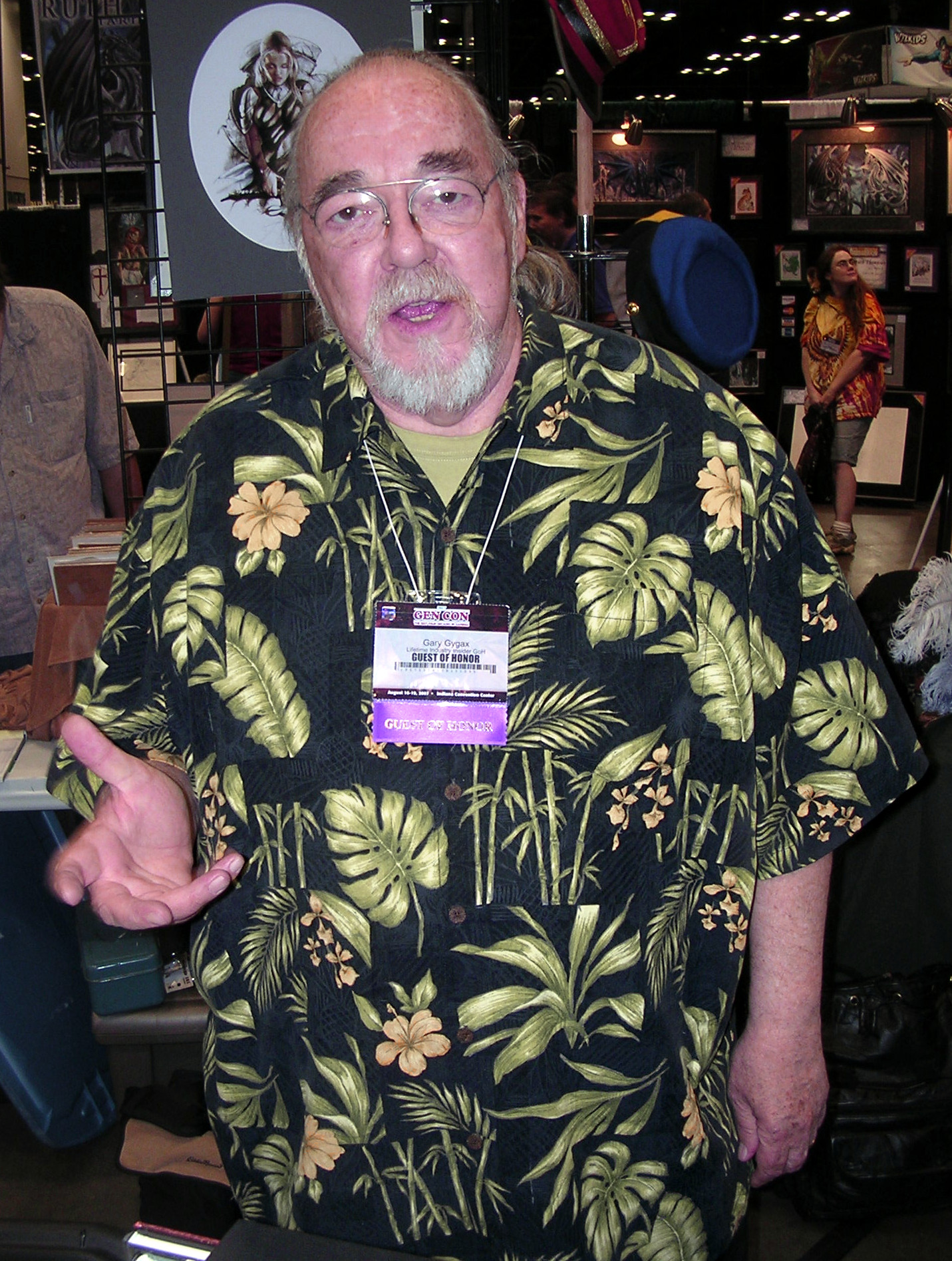
Gary Gygax, co-criador de Dungeons & Dragons, foi responsável pela introdução de bárbaros inspirados em Conan nos RPGs

Ainda em 1982, o filme Conan, o bárbaro, estrelado por Arnold Schwarzenegger,  faz com que surja vários filmes de espada e feitiçaria, alguns deles protagonizados por bárbaros conanesques  tais como :The Beastmaster (1982), The Sword and the Sorcerer (1982), Deathstalker (1983) e Red Sonja (1984), embora tenha a participação de Schwarzenegger, este não interpreta Conan e sim Kalidor, no mesmo ano o ator estrela Conan, o Destruidor. Também em 1982, Gary Gygax, co-criador do RPG Dungeons & Dragons, introduz a classe de personagem bárbaro, claramente inspirada em Conan, em 1984, após o sucesso dos filmes estrelados por Arnold Schwarzenegger, a TSR, Inc., a editora TSR, Inc. adquiri a licença para adaptar as histórias de Conan para Dungeons & Dragons em três livros baseados nas histórias de Howard, no ano seguinte, a editora publica um livro próprio para Conan sem ligação com Dungeons and Dragons.  Ainda em 1985, Gygax ao lado de Flint Dille cria a série de livros-jogos  Sagard the Barbarian. A série animada Caverna do Dragão (1983-1986), baseada em Dungeons and Dragons, apresentava um bárbaro, o jovem Bobby. A influencia já era observada em outras animações da década, tais como: Thundarr the Barbarian (1980-1982), Blackstar (1981) e  He-Man and the Masters of the Universe (1983-1985).Em 1989, a fabricante de jogos Milton Bradley Company, lança no mercado HeroQuest, um misto de jogo de tabuleiro e RPG, neste jogo, uma das classes de personagem disponíveis é o bárbaro.
Em 1986, os brasileiros Mozart Couto (desenhista) e Júlio Emílio Braz (roteirista) criam "Brakan, o bárbaro vingador", porém não conseguem publicar pela editora, o personagem chegou a ser publicado na Europa e permaneceu inédito no país. Em 1987, desenvolvedora de jogos eletrônicos Taito lança o primeiro jogo da franquia "Rastan Saga", nitidamente inspirada em Conan, em 1989, a empresa japonesa Sega lança o primeiro jogo da franquia Golden Axe, o jogo tinha como um dos seus protagonista, Ax Battler, o bárbaro.
Na década de 2000,  Mozart Couto ilustra capas da revista Espada Selvagem de Conan da Editora Abril, em 2001, resolve apresentar a editora, uma história de Brakan para ser publicada na revista, porém a Editora Abril perde a licença de Conan e a revista é cancelada na edição 197. o cancelado da revista era inevitável, uma vez que a própria Marvel Comics já havia deixado de publicar Conan em 2000. Em março do ano seguinte, Brakan ganha uma revista própria pela editora Opera Graphica, a revista fazia referências a Conan e a Era Hiboriana na capa, porém a editora não sabia que a Mythos Editora havia adquirido a licença para publicar Conan novamente no Brasil e está ameaça processar a editora Opera Graphica por plágio e uso indevido de marca registrada, o editor da Opera Graphica, Franco de Rosa, alegou possuir licença da Conan Properties para publicar tiras de jornal de Conan. Em dezembro, a Opera Graphica publicou uma segunda revista de Brakan, desta vez sem fazer menção a criação de Howard. Conan voltaria a ter histórias inéditas em 2003, a editora Dark Horse Comics adquiri a licença para publicar os quadrinhos de Conan, tanto para relançar encadernados de histórias publicadas pela Marvel Comics, quanto para produzir histórias inéditas, nesse contrato não estavam incluídos nem Red Sonja, nem Kull. já que os direitos dos personagens ficaram separados, Sonja passou a ser controlada por  Red Sonja Corp ou Red Sonja LLC e Kull pela Kull Productions, Red Sonja voltaria a ter novas histórias em quadrinhos em 2005 pela Dynamite Entertainment, no ano seguinte, a Dynamite chegou a publicar em parceira com a Wildstorm (um selo da DC Comics) a miniserie em Red Sonja & Claw, que apresentava um crossover entre Sonja e  Garra, O Invencível, publicada em quatro edições, a mini-série ganharia uma edição encadernado no ano seguinte. ainda em 2006, a Paradox Entertainment, empresa que adquiriu os direitos das criações de Howard processou a Red Sonja LLC por uso indevido de personagem. Em 2008, a Dark Horse consegue os direitos de Kull e de Solomon Kane (outra criação de Howard), já que os personagens também passaram ser controlados pela Paradox. também em 2008, fica estabelecido que a Red Sonja LLC tem os direitos tanto sobre Sonya quanto de Sonja e a Paradox da Era hiboriana, para relançar o conto The Shadow of the Vulture, a Paradox precisa da autorização da Red Sonja LLC a personagem continua sendo publicada pela editora Dynamite e podendo usar a Era hiboriana como cenário. Em 2012, a Dark Horse anunciou a publicação de um crossover entre Groo, o errante e Conan. No ano seguinte, as editoras Dark Horse e Dynamite anunciam um crossover entre Conan e Red Sonja, o primeiro desde que os personagens deixaram de ser publicados pela Marvel.